# آگوست مولر (خاورشناس)
آگوست مولر (به آلمانی: August Müller) (متولد ۳ دسامبر ۱۸۴۸ در استتین؛ فوت در ۱۲ سپتامبر ۱۸۹۲ در کونیگسبرگ) خاورشناس آلمانی بود. او در دانشگاه‌های هاله و لایپزیگ تحصیل کرد و در سال ۱۸۸۲ او مقام استادی در زمینه فلسفه خاورشناسی در دانشگاه کونیگسبرگ را پذیرفت. او در سال ۱۸۸۷ به ویراستاری Orientalische Bibliographie برگزیده شد.

## آثار
- Die griechischen Philosophen in der arabischen Uebersetzung (1873)
- Der Islam im Morgen- und Abendland (1885–87)
- Hebräische Schulgrammatik (“Hebrew school grammar”; ۱۸۷۸).
- Reedited (1876) Caspari's Arabische Grammatik
- Delectus Veterum Carminum Arabicorum (1890, with Nöldeke)
- Edition (1884) of Ibn Useibia's History of Physicians, with Arabic text and a critical commentary online